# Johann Geiler von Kaysersberg
Johann Geiler von Kaysersberg (Sciaffusa, 16 marzo 1445 – Strasburgo, 10 marzo 1510) è stato un presbitero e predicatore svizzero tra i più importanti del XV secolo.
Strettamente legato agli umanisti rinascimentali di Strasburgo, di cui Jakob Wimpfeling (1450–1528) ne fu il maggior esponente, venne chiamato "l'educatore della Germania". Come Wimpfeling, Geiler era un prete secolare; entrambi profusero sforzi per contrastare gli abusi degli ecclesiastici dell'epoca, ma differenziandosi dallo spirito di Martin Lutero e dei suoi seguaci. Essi, invece, cercavano la salvezza solo nella restaurazione della morale cristiana nella Chiesa e nello Stato attraverso il fedele perseguimento della dottrina. Nonostante ciò, le riforme morali proposte da Johann Geiler finirono per gettare le basi della riforma protestante a Strasburgo.